# Mont Abura
Le mont Abura (油山, Abura-yama) est une montagne située sur la frontière entre les arrondissements de Minami-ku, Sawara-ku et Jōnan-ku de la ville de Fukuoka, dans la préfecture de Fukuoka au Japon. Son altitude est de 597 m. Le mont Abura est l'endroit où le prêtre bouddhiste indien Seiga a produit la première huile de camélia à partir de graines fabriquées au Japon pendant la période Nara,.
L'incident d'Aburayama a eu lieu le 10 août 1945 dans une zone boisée près du crématoire municipal au cours duquel l'armée impériale japonaise exécute et décapite un total de huit prisonniers de l'Armée Américaine qui étaient membres de l'équipage d'un avion Boeing B-29. Après la Seconde Guerre mondiale, Genzô Abe, le 24e maire de Fukuoka, construit un mémorial sur le site. En outre, tous les participants impliqués dans l'incident ont été accusés de crimes de guerre conventionnels dans des procès séparés convoquées par le tribunal de Tokyo pour les crimes de guerre.
Cette montagne est facilement accessible depuis le centre-ville en voiture et est appréciée par la population locale comme lieu de détente.